# Portrait de Domingo Ortega
Portrait de Domingo Ortega,  réalisé par le peintre Ignacio Zuloaga, est une huile sur toile représentant le torero Domingo Ortega en pied vêtu de l'habit de lumières. 

## Présentation
Zuloaga est un portraitiste de matadors ainsi qu'un peintre de tauromachie dont il était un profond connaisseur. Inscrit à l'école taurine de Séville, il avait participé en 1897 à une novillada dont le cartel a été conservé.
Après son mariage à Paris, Zuolaga retourne à Séville entre 1902 et 1903, puis il s'installe de nouveau à Paris en 1906, dans un atelier au 56 rue Caulaincourt. Mais son lieu de résidence n'entame pas son goût pour la tauromachie. Il fait de fréquents séjours dans son pays et jusqu'à sa mort, il produit un grand nombre de toiles sur le sujet de la corrida, notamment les Petits toreros de village et  Corrida à Eibar, toile actuellement conservée au Musée de la ville de La Havane à Cuba, mais surtout des portraits de matadors dont le plus connu est celui de Domingo Ortega.

## Description
Impressionnant de sérieux, le matador apparait dans toute la splendeur de ses paillettes en habit bleu et or. Ortega était également collectionneur d'œuvres d'art, ami d'Ortega y Gasset, il devint l'ami de Zuloaga et il acquit des tableaux du maître parmi lesquels se trouvaient un Portrait de Rafael Albaicín, fils d'Agustina, modèle favori de Zuloaga, ainsi qu'un Portrait d'Antonio Sánchez.